# 日本エネルギー経済研究所
一般財団法人日本エネルギー経済研究所（いっぱんざいだんほうじん にほんエネルギーけいざいけんきゅうしょ、The Institute of Energy Economics, Japan）は、
エネルギーと環境、および中東の政治経済に関する研究・調査などを行う日本の研究所である。1966年設立。元資源エネルギー庁所管の財団法人で、2005年4月1日付で財団法人中東経済研究所と合併。公益法人制度改革により、2012年4月1日に一般財団法人に改組。
政策提言能力の評価は国際的にも非常に高く、米国ペンシルベニア大学による世界シンクタンクランキング（2015年版）では「エネルギー・資源政策」部門の世界第1位にランクされた。2008年の調査開始以来、研究分野ごとの世界ランキングの中で、欧米以外の研究機関がトップになったのは初めてである。

## 概要
- 所在地：東京都中央区勝どき1-13-1 イヌイビル・カチドキ10階、11階
- 主な役員
  - 理事長：豊田正和（1973年通商産業省入省、元経済産業審議官、元内閣官房参与、2010年日本エネルギー経済研究所理事長就任）
  - 専務理事：大谷豪（企画事業U・GECC担任、1978年東京電力入社、元東京電力理事兼ロンドン事務所長）
  - 常務理事：大慈弥隆人（APERC所長、1973年通商産業省入省、元経済産業省大臣官房審議官、元日本自動車輸入組合副理事長）
  - 常務理事：黒木昭弘（地球環境U担任、1979年通商産業省入省、元朝鮮半島エネルギー開発機構安全部長）
  - 常務理事：小山堅（戦略研究U担任、1986年日本エネルギー経済研究所入所、ダンディー大学博士、元東京大学公共政策大学院特任教授）
  - 常務理事：田中浩一郎（中東研究センター長、1989年外務省在イラン日本国大使館専門調査員、元外務省国際情報局分析2課専門分析員）

## 事業
- エネルギーの国民経済全般の研究

## 組織
- 評議員会
- 理事長（代表理事、最高経営責任者）
- 専務理事（代表理事、最高執行責任者）
  - 研究所本部（1966年創立）
    - 企画事業ユニット
      - 担任専務理事

    - 戦略・研究ユニット
      - 担任常務理事

    - 化石エネルギー・電力ユニット
      - 担任理事

    - 新エネルギー・国際協力支援ユニット
      - 担任理事

    - 計量分析ユニット（1984年エネルギー計量分析センター創立、2004年改組）
      - 担任理事

    - 地球環境ユニット
      - 担任常務理事

    - 中東研究センター（1974年財団法人中東経済研究所創立、2005年4月1日付合併）
      - センター長（常務理事）

  - 附置機関
    - 石油情報センター（1981年創立）
      - 事務局長

    - アジア太平洋エネルギー研究センター（APERC）（1996年創立）
      - 所長（常務理事）

    - クリーンエネルギー認証センター（GECC）（2008年創立）

## 人物
- 生田豊朗 - 元所長・理事長、元科学技術庁原子力局長、元原産会議常任理事、著述家
- 内藤正久 - 元理事長、元通商産業省産業政策局長、元伊藤忠商事副会長
- 坂本吉弘 - 元理事長、元通商産業審議官、元アラビア石油社長
- 横堀恵一 - 元専務理事、元通商産業省大臣官房審議官、帝京大学教授
- 十市勉 - 元専務理事、多摩大学客員教授
- 田中浩一郎 - 元常務理事兼中東研究センター長、慶應義塾大学総合政策学部教授
- 伊吹迪人 - 元理事、元通商産業省通商政策局国際経済課長、元内閣官房内閣審議室内閣審議官
- 菅野光公 - 元APERC研究部長代行、元日本石油USA副社長、元高知大学教授、元多摩大学教授
- 小山茂樹 - 元中東経済研究所理事長、元経済企画庁長官官房参事官、元帝京大学教授
- 板垣与一 - 元中東経済研究所理事、一橋大学名誉教授
- 西山昭彦 - 元中東経済研究所副主任研究員、東京ガス西山経営研究所所長、一橋大学特任教授
- 岡本毅 - 元中東経済研究所研究員、東京ガス会長、日本経済団体連合会副会長
- 田中伸男 - 特別顧問、元国際エネルギー機関事務局長、元経済産業省通商機構部長
- 丹波實 - 元顧問、元駐ロシア特命全権大使、元外務審議官
- 本田博 - 元主任研究員兼太平洋コールフロー推進委員会(JAPAC) Director Energy Master Plans and Conferences、元東京都立科学技術大学教授待遇、工学者、規制科学者、エコノミスト、産業フロンティア研究会代表